# 秋葉原ヤング電気館
『秋葉原ヤング電気館』（あきはばらヤングでんきかん）は、1995年10月14日から1997年4月までニッポン放送の制作によりNRN系列各局で放送されていたラジオ番組、情報番組である。九十九電機の一社提供。

## 概要
Microsoft Windows 95の発売で起こった日本のパソコンブームを背景とする番組で、千葉麗子が「館長」、加藤賢崇が「店員」という名のパーソナリティを務めていた。略称は「あきヤン」。ニッポン放送では1996年3月までは単独で放送されていた番組だったが、同年4月からは『井手功二とLFクールKのゲルゲットショッキングセンター』内に移動し、同時に月曜日から金曜日まで（ニッポン放送は木曜日まで）の毎日10分の帯番組にリニューアル。放送時間は、番組の「中2階ゲストフロアー」に登場するゲストからのプレゼントに対する「ゲルゲビンゴ」が終了した後の23時30分頃。
番組は、パソコンや秋葉原関連の最新ニュースを伝えていた。番組のテーマ曲は「ボンジュール・アキヤン・ワールド」というオリジナル曲で、パーソナリティの千葉自らが歌唱を担当。この曲は、ソフマップのテーマ曲「ハロー・ソフマップ・ワールド」を意識して制作された。エンディングは商業施設の閉店見立て、「蛍の光」とともにテキストリーダーによるウェブサイトの紹介が流れた後、前述のテーマ曲に切り替わって番組終了という流れだった。だが、このテキストリーダーは母語話者風の発音で読み上げていたため、英語を聞き慣れていないとURLが分からないという問題があり、番組後期には加藤が読む方式に改められた。

## 放送されていた局
- ニッポン放送（制作局）
  - 土曜日 21:30 - 22:00 （1995年10月14日〜1996年3月）
  - 月曜日 - 木曜日 23:30 - 23:40 （1996年4月〜1997年4月）※『ゲルゲットショッキングセンター』の内包番組として放送
- 北海道放送
  - 土曜日 25:00 - 25:30 （1995年10月〜1996年3月）
  - 月曜日 - 金曜日 23:50 - 24:00 （1996年4月〜1997年4月）
- 信越放送：月曜日 - 金曜日 23:20 - 23:30 （1996年4月〜1996年10月）
- 中部日本放送：
  - 月曜日 - 金曜日 21:50 - 22:00 （1996年4月〜1996年10月）※『メディアキング電波ファイター』の内包番組として放送
  - 月曜日 - 金曜日 21:35 - 21:45 （1996年10月〜1997年4月）※『K's UP』の内包番組として放送
- 山陰放送：月曜日 - 金曜日 23:10 - 23:20 （1996年4月〜1997年4月）
※金曜日放送分はニッポン放送以外の各ネット局への裏送りとなっていた。

（出典：）